# Ardem Patapoutian
Ardem Patapoutian (armensko Արտեմ Փաթափութեան), armensko-ameriški molekularni biolog, nevroznanstvenik in akademik, nobelovec, * 1967, Bejrut, Libanon.
V svojem delu se osredotoča na različne vidike senzorične transdukcije – proces, s katerim čutilni receptorji pretvarjajo dražljajev v elektrokemične potenciale. Vodil je skupino, ki je odkrila in karakterizirala receptor za dotik, enega zadnjih še neznanih tipov receptorjev pri sesalcih, za kar je leta 2021 prejel polovico Nobelove nagrade za fiziologijo ali medicino. Nagrado si je razdelil z Davidom Juliusom, ki je vodil odkritje receptorjev za temperaturo. Deluje kot profesor na Scrippsovem raziskovalnem inštitutu v Kaliforniji.

## Življenjepis
Rodil se je v armenski družini v Bejrutu in tam odraščal v burnih časih libanonske državljanske vojne. Eno leto je študiral kemijo na Ameriški univerzi v Bejrutu, nato pa sta z bratom leta 1986 emigrirala v Združene države Amerike in se naselila v Kaliforniji, kjer se je Patapoutian sprva preživljal z občasnimi deli ter varčeval za študij. V pripravah na študij medicine je odkril zanimanje za delo v biološkem laboratoriju in bazične znanstvene raziskave, zato se je preusmeril v biologijo in diplomiral na Univerzi Kalifornije v Los Angelesu, nato pa je vpisal doktorski študij na Kalifornijskem tehnološkem inštitutu, kjer je leta 1996 doktoriral pod mentorstvom Barbare Wold na temo razvojne biologije.
Po tistem je štiri leta delal kot podoktorski raziskovalec pod Loujem Reichardtom na Univerzi Kalifornije v San Franciscu. Leta 2000 je postal predavatelj na Scrippsovem raziskovalnem inštitutu v San Diegu, kjer je sčasoma napredoval do položaja profesorja na oddelku za nevroznanost. Raziskovalno ga je pritegnil problem zaznavanja dotika in bolečine, saj o receptorjih zanje ni bilo znanega še skoraj nič, za razliko od večine ostalih vrst receptorjev. Ionski kanalčki, občutljivi na dotik, so bili znani za nevrone v hrbtenjači, a je bilo s takim modelom težko delati, zato so v njegovi skupini namesto tega poiskali gojeno celično linijo, ki proizvaja električni tok v odziv na mehanski dotik, in s procesom izločanja nato kanalček, odgovoren za ta odziv. Ta tip kanalčkov so poimenovali PIEZO, kmalu se je izkazalo, da sta obe odkriti vrsti (PIEZO1 in PIEZO2) ključni za številne čutilne procese v somatosenzoriki.
Patapoutian je leta 2014 dobil tudi položaj raziskovalca na Medicinskem inštitutu Howarda Hughesa. Z ženo, finančnico Nancy Hong, živi v kraju Del Mar blizu San Diega.

## Priznanja
Leta 2006 je dobil priznanje za obetavnega mladega raziskovalca Društva za nevroznanost. Za odkritje receptorjev za dotik je prejel vrsto strokovnih priznanj, med drugim nagrado W. Aldena Spencerja, ki jo podeljuje Univerza Columbia (2017), Rosenstielovo nagrado Univerze Brandeis (2019) in leta 2021 še Nobelovo nagrado za fiziologijo ali medicino. Omenjena priznanja si je delil z Davidom Juliusom, ki je neodvisno od njega raziskoval receptorje za temperaturo, prav tako pomemben in dotlej slabo poznan tip receptorjev.
Patapoutian je bil sprejet tudi za člana Nacionalne akademije znanosti ZDA (2017) in Ameriške akademije umetnosti in znanosti (2020).